# Tholera grisescens
Tholera grisescens là một loài bướm đêm trong họ Noctuidae.